# Truncozetes mucronatus
Truncozetes mucronatus är en kvalsterart som beskrevs av Balogh och Sandór Mahunka 1969. Truncozetes mucronatus ingår i släktet Truncozetes och familjen Epactozetidae. Inga underarter finns listade i Catalogue of Life.